# Yellow Cake (livro)
Yellow Cake' é um livro, supostamente de ficção, sobre uma operação de tráfico de urânio a partir do Brasil para o Oriente Médio. O livro foi publicado em 1985 como um encarte especial na revista Status, da Editora Três. Do manuscrito original, algumas páginas desapareceram após a morte do autor, Alexandre von Baumgarten, assassinado em 1982. Apesar de conter elementos de ficção, a estória é inteiramente baseada em fatos verídicos.
Segundo o livro, a venda ilegal de urânio extraído do Brasil para reabastecer os reatores nucleares iraquianos. O Brasil vendeu 27 toneladas de yellowcake para o regime de Saddam Hussein através do Serviço Nacional de Informações (SNI), com a participação do proprietário da fábrica de material bélico Engesa, José Luiz Whitaker Ribeiro, e do então governador Paulo Maluf. O yellowcake é a primeira fase de beneficiamento do urânio, fundamental para a produção do combustível das usinas nucleares, ou do plutônio, essencial para a bomba atômica, mas geralmente é utilizado em equipamentos médicos. O negócio foi confirmado em 1991, depois da Guerra do Golfo, quando inspetores da Organização das Nações Unidas descobriram o arsenal iraquiano.
Segundo o livro, o General Otávio Aguiar de Medeiros, do Serviço Nacional de Informações (SNI), foi um agente do Mossad no Brasil. Pouco depois de Israel bombardear o canteiro de obras de um reator nuclear, bem como uma central de pesquisas no Iraque, na madrugada de 7 de junho de 1981, o General Otávio Aguiar de Medeiros embarcou para Paris, onde teve uma reunião com militares israelenses.
A partir da década de 1970, durante o Governo Ernesto Geisel (1974-1979), o Iraque foi visto como um aliado estratégico do Brasil. O Iraque chegou a trocar petróleo por frango congelado e por carros de combate EE-9 Cascavel e EE-11 Urutu. Em um jantar no Lago Sul, em 1982, em Brasília, representantes de Saddam Hussein, empresários e diplomatas brasileiros articularam não só a cooperação na área nuclear, mas também a científica e tecnológica. Empresas como a Odebrecht (atual Novonor), Camargo Corrêa e Mendes Júnior se instalaram em Bagdá com operários, administradores e engenheiros. O tema está documentado nos livros Histórias Secretas do Brasil Nuclear e Brasil, a Bomba Oculta, este último lançado também na Alemanha pelo Instituto de Análises Estratégicas (Institut für Strategieanalysen), da jornalista Tania Malheiros.